# Bion (Burkina Faso)
Pour les articles homonymes, voir Bion.
Bion est une commune rurale située dans le département de Nobéré de la province du Zoundwéogo dans la région Centre-Sud au Burkina Faso.

## Géographie
Bion est localisé à 12 km au nord de Nobéré et à 18 km à l'ouest du centre de Manga. La commune est traversée par la route nationale 5.

## Économie
L'économie de Bion est liée à la présence d'un important barrage de retenue, permettant l'irrigation des cultures de subsistance et maraîchères.

## Santé et éducation
Le centre de soins le plus proche de Bion est le centre de santé et de promotion sociale (CSPS) de Séloghin tandis que le centre médical (CMA) le plus proche se trouve à Manga.
Le village possède une école primaire publique.